# Krivini, Varna
Krivini (în bulgară Кривини) este un sat în comuna Dolni Ciflik, regiunea Varna,  Bulgaria. 

## Demografie
Componența etnică a satului Krivini
     Bulgari (98,94%)
     Nicio identificare (1,05%)
     Altele (0%)
La recensământul din 2011, populația satului Krivini era de 95 locuitori. Din punct de vedere etnic, majoritatea locuitorilor (98,94%) erau bulgari. Pentru 1,05% din locuitori nu este cunoscută apartenența etnică.